# Hautfarbe Nebensache
Hautfarbe Nebensache ist ein Jugendbuch von Hans-Georg Noack aus dem Jahre 1960. Noack erzählt hierbei die Geschichte des farbigen Deutschen Jonny, der wegen seiner Hautfarbe rassistisch diskriminiert wird. Aufgrund seiner aktuellen Thematik wird das Buch bis heute in Schulen als Unterrichtsstoff benutzt. Es ist bis heute in der 4. Auflage erschienen.

## Handlung
Jonny ist ein dunkelhäutiger Teenager. Der Sohn eines amerikanischen Soldaten und einer deutschen Mutter kommt neu in eine Kleinstadt und nimmt eine Stelle als Lehrling auf. Alle beteuern zunächst, dass seine „Hautfarbe Nebensache“ sei. Der musikalische und gut aussehende Jonny ist zunächst sehr beliebt, doch verliebt sich dann in die hübsche Brigitte, auf die Bandleader Erhard ein Auge geworfen hat. Um seinen Nebenbuhler auszuschalten, beginnt Erhard, Jonny rassistisch zu diskriminieren, schürt Vorurteile und bringt Brigittes Vater und die ganze Jugend der Kleinstadt gegen ihn auf. Als Jonny seine Lehrstelle verliert und in Panik wegläuft, werden Erhard und seine Kumpane vom jüdischen Lehrling Sam zur Rede gestellt, der Erhards Vorgehen mit der Judenverfolgung der Nazis vergleicht. Die Jugendlichen sind geschockt, finden den aufgelösten Jonny und geloben, sich zu bessern. Jonny verzeiht seinen Peinigern, weil er einen neuen Anfang machen will. Doch Noack vermittelt die Botschaft, dass diese Sache nicht beendet ist und die Jugendlichen jede Menge Wiedergutmachung betreiben müssen, damit sie ihren Namen wieder reinwaschen können.

## Einordnung
Hautfarbe Nebensache wurde im Jahr 1960 veröffentlicht und gilt als eines der ersten Jugendbücher, die sich mit dem Thema Rassismus befassen. Rassismus wird hier weniger als Selbstzweck, sondern als willkommener Vorwand beschrieben, um unliebsame Leute auszuschalten. Obwohl Noack Erhard klar als Hauptschuldigen darstellt, der aus niederen Gründen Jonny diskriminiert, stellt er hierbei auch die besondere Rolle der Mitläufer dar. Sie nehmen die Anschuldigungen gegen Jonny kritiklos hin und machen willig bei Erhards perfiden Streichen mit: nicht weil sie von Natur aus böswillig sind, sondern weil sie zu gedankenlos sind, um Jonnys angebliche Schuld zu hinterfragen. Somit wird die Theorie aufgestellt, dass Rassismus alleine wirkungslos ist; man benötigt Menschen, die dumm genug sind, daran zu glauben bzw. sich nicht dagegen wehren. Als Mittel hiergegen nennt Noack die Zivilcourage, verkörpert durch den jüdischen Lehrling Sam: durch eine einzige flammende Rede stellt er Erhards Gedankengut bloß und weckt die Jugendlichen aus ihrem falschen (aber bequemen) Weltbild.
Der für sein antirassistisches Engagement bekannte Noack übersetzte auch später das Buch Die Welle von Morton Rhue, in dem zwei unbescholtene Schüler Opfer von faschistoidem Gedankengut werden. Bis heute sind sowohl Hautfarbe Nebensache als auch Die Welle in Schulen beliebte Bücher in der Aufklärung gegen Rassismus.